# Next Top Model by Cătălin Botezatu, sezonul 2
Al doilea sezon al Next Top Model by Cătălin Botezatu a avut premiera pe 15, 20 septembrie 2011, la 20:20 la Antena 1. Cea mai mare parte a juriului din sezonul precedent a revenit, cu excepția fotografului Gabriel Hennessey. Sezonul acesta a introdus câteva modificări notabile: pachetul de premii, un contract cu MRA Models, a crescut ca valoare de la 50.000 de euro la 70.000 de euro, iar vârsta minimă a fost redusă de la 16 la 14 ani, deși toate celelalte criterii de participare au rămas aceleași.
Solicitanții trebuiau să aibă o înălțime de cel puțin 170 cm, să aibă între 14 și 25 de ani la momentul depunerii cererii și să posede un pașaport românesc sau moldovenesc valabil. Castingurile au început pe 5 mai 2011 la Ploiești la Winmarkt Grand Center și au continuat în peste 30 de orașe înainte de a se încheia la București pe 12 iunie. Din cei peste 8.000 de candidați, doar 100 au avansat în runda semifinală.
Spre deosebire de sezonul precedent, în care au fost aleși 12 finaliști, acest sezon a extins numărul la 16. Filmările au avut loc în principal în România pe tot parcursul verii și toamnei, concurenții călătorind în diferite locații din Islanda, Turcia și Tunisia.
Sezonul a încununat-o pe bucureșteanca Laura Giurcanu, în vârstă de 14 ani, drept câștigătoare, făcând-o atât cea mai tânără concurentă, cât și cea mai tânără câștigătoare din istoria emisiunii.

## Distribuție

### Concurenți
(Vârstele menționate sunt la începutul concursului)
| Nume              | Vârstă | Înălțime | Orașul natal      | Termina     | Loc   |
| ----------------- | ------ | -------- | ----------------- | ----------- | ----- |
| Miruna Iovan      | 16     | 1,8 m    | Bucuresti         | Episodul 2  | 16–15 |
| Iasmina Balamat   | 18     | 1,73 m   | Severin           | Episodul 2  | 16–15 |
| Mădălina Goian    | 16     | 1,72 m   | Bacău             | Episodul 3  | 14    |
| Cristina Chiriac  | 17     | 1,8 m    | Tecuci            | Episodul 4  | 13    |
| Denisa Hîncu      | 19     | 1,75 m   | Craiova           | Episodul 5  | 12    |
| Gina Tănasie      | 20     | 1,8 m    | Sfântu Gheorghe   | Episodul 6  | 11    |
| Simona Din        | 19     | 1,78 m   | Râmnicu Vâlcea    | Episodul 8  | 10–9  |
| Aida Becheanu     | 18     | 1,7 m    | Târgoviște        | Episodul 8  | 10–9  |
| Flori Ciupu       | 20     | 1,75 m   | Bucuresti         | Episodul 9  | 8     |
| Iulia Micloș      | 21     | 1,73 m   | Onești            | Episodul 10 | 7     |
| Diana Trofin      | 16     | 1,78 m   | Bacău             | Episodul 11 | 6     |
| Irina Batrac      | 17     | 1,78 m   | Mangalia          | Episodul 12 | 5     |
| Karin Arz         | 19     | 1,73 m   | Sibiu             | Episodul 14 | 4     |
| Sandra Ciubotariu | 17     | 1,73 m   | Bacău             | Episodul 15 | 3     |
| Iuliana Mînza     | 21     | 1,77 m   | Chișinău, Moldova | Episodul 15 | 2     |
| Laura Giurcanu    | 14     | 1,8 m    | Bucuresti         | Episodul 15 | 1     |

### Juriu
- Cătălin Botezatu
- Mirela Vescan
- Liviu Ionescu
- Laurent Tourette

## Episoade

### Episodul 1
Castingurile au început în toată România în căutarea următorului lot de aspiranți la model. Concurenții din sezonul precedent au făcut apariții în invitați pentru a-i inspira pe candidați în drumul lor către coroană. Arbitrii au invitat un grup select de 100 de semifinaliști din castinguri înapoi la București pentru o rundă finală de interviuri și au ales ultimii cincisprezece concurenți. Finaliștii s-au mutat la Rin Grand Hotel și au fost întâmpinați de o adăugire surpriză de ultim moment la distribuția Sandra, care fusese eliminată la începutul săptămânii, dar a fost invitată din nou în competiție.
- Intrat: Sandra Ciubotariu
- Invitați speciali: Laura Dumitru, Roxana Cristian, Mădălina Barbu, Emma Dumitrescu, Guido Dolci (Major Model Management)

### Episodul 2
Modelele au fost duse la salon pentru a-și schimba designul, iar mai târziu au primit un antrenament pe toate lucrurile de top model, începând cu un curs de podium unde au trebuit să meargă pe o platformă extrem de îngustă, menținându-și echilibrul. Pentru provocarea lor săptămânală, concurenții au participat la un show de podium pentru designerul Mihai Albu și și-au încheiat săptămâna făcându-și fotografii pentru materialul promoțional și secvența de deschidere a sezonului. Iasmina s-a îmbolnăvit pe platoul de filmare și a trebuit dusă de urgență la spital. La jurizare, Aida a primit cea mai bună imagine. Flori, Iasmina și Miruna au aterizat în ultimele trei, iar Iasmina și Miruna au fost eliminate din competiție.
- Prima chemată: Aida Becheanu
- Ultimele trei: Iasmina Balamat, Flori Ciupu, Miruna Iovan
- Eliminata: Iasmina Balamat și Miruna Iovan
- Fotograf: Dragoș Trăistaru
- Invitați speciali: Mădălina Barbu

### Episodul 3
Concurenții au primit o vizită neanunțată a gazdei Cătălin Botezatu și au fost certați pentru consumul excesiv de alcool la hotel. Mai târziu au avut o lecție de actorie cu Carmina și Gabriel Montescu. Ședința foto a săptămânii s-a inspirat din sezonul 6 din America's Next Top Model, deoarece modelele au fost nevoite să pozeze nud, cu șapte chel, în timp ce sunt acoperite cu cristale. De asemenea, modelele au trebuit să participe la un spectacol funerar de ținute de mireasă la un cimitir înainte de a se îndrepta spre eliminare. La jurizare, Gina a primit cea mai bună imagine. Flori și Mădălina au aterizat în ultimele două, iar Mădălina a fost eliminată din competiție.
- Prima chemată: Gina Tănasie
- Ultimele două: Flori Ciupu și Mădălina Goian
- Eliminata: Mădălina Goian
- Fotograf: Mihai Stecu
- Invitați speciali: Carmina Montescu, Gabriel Montescu

### Episodul 4
Concurenții au fost duși la Arsenal Park pentru un antrenament tematic și au participat la o prezentare de modă militară pentru oaspeții parcului. Unele dintre modele au contestat atitudinea proastă a Irinei, după care Cătălin a încercat să atenueze tensiunile din grup. Pentru ședința foto de săptămâna, modelele au trebuit să pozeze în jurul parcului, inspirându-se din numeroasele vehicule și echipamente scoase din funcțiune pentru o sesiune cu tematică armată. La jurizare, Laura a primit cea mai bună poză. Cristina și Irina au aterizat în ultimele două, iar Cristina a fost eliminată din competiție.
- Prima chemată: Laura Giurcanu
- Ultimele două: Cristina Chiriac și Irina Batrac
- Eliminata: Cristina Chiriac
- Fotograf:Oltin Dogaru

### Episodul 5
Ceilalți doisprezece concurenți au fost duși la salonul de înfrumusețare și pentru o rundă de tratamente pentru a-și îngriji părul, pielea și unghiile. Ei au călătorit apoi în orașul Reykjavik din Islanda, unde au avut o predare pe pistă pe marginea drumului, înainte de a se urca prompt într-o barcă de tur pentru o ședință foto înghețată, purtând lenjerie de avangardă printre peisajele glaciare, în timp ce se luptau împotriva vremii friguroase. Ei și-au continuat șederea cu o excursie de vizitare a Geysir Hot Springs, iar ulterior au participat la o prezentare pentru Săptămâna Modei din Islanda 2011, purtând modele de Bo Karter, Sushma Patel și Cătălin Botezatu. La jurizare, Irina a primit cea mai bună imagine. Denisa și Gina au aterizat în ultimele două, iar Denisa a fost eliminată din competiție.
- Prima chemată: Irina Batrac
- Ultimele două: Denisa Hîncu și Gina Tănasie
- Eliminata: Denisa Hîncu
- Invitați speciali: Mădălina Valahe, Bo Karter, Sushma Patel

### Episodul 6
Ceilalți unsprezece concurenți s-au întors în România pentru următoarea săptămână în competiție și au fost prezentați modelului Elena Baguci pentru un antrenament serios pe catwalk, în lumina performanțelor dezamăgitoare ale unora dintre episoadele anterioare. Irina a devenit din nou în centrul conversației, deoarece unii dintre ceilalți concurenți au început să-și exprime animozitatea față de ea. Modelele au călătorit în Delta Dunării, unde Iuliana și Flori i-au făcut o farsă foarte dezagreabilă Irinei. Pentru provocarea lor, concurenții au fost acoperiți cu vopsea corporală pentru un exercițiu de joc de rol inspirat de Avatar. Ulterior, aceștia au fost tratați cu o noapte de ieșire înainte de a-și încheia săptămâna urcându-se într-o barcă cu ponton pentru o ședință foto pe malul râului, unde au trebuit să pozeze cu modele masculine. La jurizare, Irina a primit cea mai bună imagine. Gina și Iulia au aterizat în ultimele două, iar Gina a fost eliminată din competiție.
- Prima chemată: Irina Batrac
- Ultimele două: Gina Tănasie și Iulia Micloș
- Eliminata: Gina Tănasie
- Fotograf: Ciprian Strugariu
- Invitați speciali: Elena Baguci, Claudiu Palita

### Episodul 7
Celelalte zece modele au fost transportate la Aqua Fantasy Aquapark Hotel & Spa din Turcia, pentru o oportunitate de a vă relaxa. Pentru provocarea lor, aceștia au fost adunați lângă plajă și au făcut reclamă pentru o varietate de produse uzuale de uz casnic. A doua zi dimineață devreme, concurenții s-au deplasat la locația următoarei lor ședințe foto, unde au fost nevoiți să modeleze costume de baie metalice pe terasele de travertin alb din Pamukkale. Și-au încheiat săptămâna cu o prezentare pe pistă inspirată de zeița nimfă într-un iaz, după care Flori a dezvăluit câteva informații tulburătoare despre trecutul ei. La jurizare, Karin a primit cea mai bună imagine. Flori, Iulia și Simona au aterizat în ultimele trei, dar au avut voie să rămână în competiție încă o săptămână.
- Prima chemată: Karin Arz
- Ultimele trei: Iulia Micloș, Flori Ciupu, Simona Din
- Eliminata: Niciuna
- Fotograf: Ciprian Strugariu
- Invitați speciali: Sushma Patel

### Episodul 8
Modelele și-au început săptămâna cu o lecție în aer liber de dans Bollywood și coregrafie de la designerul Sushma Patel, iar mai târziu au trebuit să-și pună cunoștințele la încercare într-o provocare pe podium, în timp ce erau îmbrăcate în modelele ei tradiționale, purtând sari și bijuterii colorate. Pentru ședința foto de săptămâna, concurenții au călătorit la Templul lui Artemis din Efes și au trebuit să pozeze în filozofi contemporani și stilați printre ruinele templului. La jurizare, Sandra a primit cea mai bună imagine. Aida, Iulia și Simona au aterizat în ultimele trei, iar Aida și Simona au fost eliminate din competiție.
- Prima chemată: Sandra Ciubotariu
- Ultimele trei: Aida Becheanu, Iulia Micloș, Simona Din
- Eliminata: Aida Becheanu și Simona Din
- Fotograf: Ciprian Strugariu
- Invitați speciali: Sushma Patel

### Episodul 9
Celelalte opt modele au luat o lecție de dans de sală de la coregraful Iuno Band pentru a se pregăti pentru un viitor spectacol de mireasă cu rochii concepute de Laura Olteanu. Mai târziu, ei au participat la un al doilea spectacol pe podium pentru marea deschidere a noului club de noapte Bamboo Club, exprimându-și talentele în fața unui public de peste 6.000 de invitați. Pentru ședința foto săptămânală, concurenții s-au pozat în zeițe reprezentând cele patru anotimpuri în timp ce modelau rochii fluide la un parc eolian. La jurizare, Karin a primit cea mai bună imagine. Flori și Iulia au aterizat în ultimele două, iar Flori a fost eliminată din competiție.
- Prima chemată: Karin Arz
- Ultimele două: Flori Ciupu și Iulia Micloș
- Eliminata: Flori Ciupu
- Invitați speciali: Iuno Band, Laura Olteanu

### Episodul 10
Modelele s-au deplasat la Brașov, unde au prezentat modelele lui George Hojbota în timpul unei prezentări de modă neconvenționale ținută la un azil de nebuni. După eveniment, s-au bucurat de o zi la spa care a inclus băi aromate, masaje și diverse alte tratamente, înainte de a fi duși la piața orașului pentru a explora unele dintre deliciile de cumpărături locale. Pentru ședința foto săptămânală, concurenții au fost obligați să pozeze sub apă, printre o varietate de elemente de recuzită. În ciuda faptului că au primit antrenament de scuba la platou, majoritatea modelelor, cu excepția lui Karin, s-au luptat să mențină grația sub apă. La jurizare, Karin a primit cea mai bună imagine. Iulia și Iuliana au aterizat în ultimele două, iar Iulia a fost eliminată din competiție.
- Prima chemată: Karin Arz
- Ultimele două: Iulia Micloș și Iuliana Mînza
- Eliminata: Iulia Micloș
- Fotograf: Mihai Stetcu
- Invitați speciali: George Hojbota

### Episodul 11
Ceilalți șase concurenți au fost invitați la o cină bogată, cu o abundență de alimente nesănătoase, ca parte a unei lecții menite să le testeze obiceiurile nutriționale. Dr. Nicoleta Mândrescu a participat pentru a oferi sfaturi și sfaturi pentru îmbunătățirea dietei lor. În continuare, modelele au participat la o ședință foto de campanie de denim, unde ulterior li s-a prezentat un sortiment de găleți, fiecare conținând o surpriză neplăcută care trebuia încorporată în ședința lor în curs. Săptămâna lor a continuat cu o prezentare pe pistă inspirată din mitologia nordică, în care s-au îmbrăcat în elfi și zâne de pădure. Pentru provocarea lor finală, ei și-au demonstrat abilitățile într-un spectacol pe podium la Centrul Comercial Maritimo. La jurizare, Karin a primit cea mai bună imagine. Diana și Iuliana au aterizat în ultimele două, iar Diana a fost eliminată din competiție.
- Prima chemată: Karin Arz
- Ultimele două: Diana Trofin și Iuliana Mînza
- Eliminata: Diana Trofin
- Fotograf: Sebastian Enache
- Invitați speciali: Nicoleta Mândrescu, Oana Ciclovan

### Episodul 12
La sosirea la hotelul lor din Tunis, restul de cinci concurenți au fost întâmpinați de vreme furtunoasă. Au mers rapid în ocean pentru o ședință foto intimă de costume de baie alb-negru, cu un model masculin pe fundalul acoperit. În urma filmării, aceștia au participat la o sesiune de aplicare a machiajului cu judecătorul Mirela Vescan. În dimineața următoare, au fost treziți în zori pentru a-și începe călătoria către Amfiteatrul din El Jem, locul de filmare pentru filmul Gladiator, câștigător al Oscarului. Pe platoul de filmare, modelele au fost însărcinate să portretizeze o poveste de dragoste interzisă care implică un soldat roman. Pentru provocarea finală și ședința foto, concurenții s-au îmbarcat într-o replică a navei pirat la Port El Kantaoui, inspirându-se din împrejurimile și costumele lor pentru a intra în caracter. La jurizare, Karin a primit cea mai bună imagine. Irina și Iuliana au aterizat în ultimele două, iar Irina a fost eliminată din competiție.
- Prima chemată: Karin Arz
- Ultimele două: Irina Batrac și Iuliana Mînza
- Eliminata: Irina Batrac
- Fotograf: Mihai Stetcu

### Episodul 13
Ceilalți patru concurenți s-au bucurat de o zi de răsfăț la Marhaba Thalasso and Spa, unde au început să apară tensiuni între Karin și Sandra după ce Sandra și-a exprimat îngrijorarea cu privire la favoritismul în competiție. Grupul s-a împărțit în grupuri separate, cu Karin și Laura pe de o parte, iar Iuliana și Sandra pe de altă parte. Modelele au primit ulterior tatuaje decorative cu henna Mehndi pe mâini și picioare înainte de viitoarea lor ședință foto în orașul emblematic Sidi Bou Said, unde s-au îmbrăcat în costume de mireasă tradiționale tunisiene înainte de a se lega cu unii dintre localnici. Și-au încheiat săptămâna cu o prezentare provocatoare pe pista, purtând tocuri extrem de înalte la ruinele anticei Cartagine. La jurizare, Iuliana a primit cea mai bună poză. Karin și Laura au aterizat în ultimele două, iar într-o întorsătură surprinzătoare a evenimentelor, niciuna dintre ele nu a fost eliminată din competiție.
- Prima chemată: Iuliana Mînza
- Ultimele două: Karin Arz și Laura Giurcanu
- Eliminata: Niciuna
- Fotograf: Mihai Stetcu

### Episodul 14
Modelele s-au adunat cu juriul și fotograful Mihai Stecu pentru o lecție despre surprinderea celor mai bune unghiuri și înțelegerea diferitelor tipuri de modelare și relevanța lor pe piață. Apoi au participat la o ședință foto nud pe plajă, unde au fost acoperiți cu lut. Concurenții au călătorit ulterior în locuințele din peșteră din deșert din Matmata pentru o ședință foto de prințesă galactică inspirată din filmele Războiul Stelelor, care au fost filmate în zonă, culminând cu o plimbare cu cămila în Sahara la apus. Pentru a treia și ultima provocare, modelele au purtat halate metalice pentru o ședință foto sub cascadele Tamerza. În timpul acestei provocări, Sandra s-a îmbolnăvit din cauza frigului și a fost transportată la spital pentru îngrijiri. La jurizare, Laura a primit cea mai bună imagine, în timp ce Karin și Sandra au ajuns în ultimele două. În ciuda palmaresului ei puternic pe tot parcursul competiției, Karin a fost eliminată, lăsând-o pe Iuliana, Laura și Sandra drept ultimele trei concurente.
- Prima chemată: Laura Giurcanu
- Ultimele două: Karin Arz	și Sandra Ciubotariu
- Eliminata: Karin Arz
- Fotograf: Mihai Stetcu

### Episodul 15
Ultimii trei concurenți au fost duși la studioul foto al fotografului Marius Baragan pentru a începe să-și construiască portofoliile de modeling profesional. Ulterior, au participat la o serie de prezentări pe podium la Bucuresti Fashion Week, cântând alături de concurenți din sezonul precedent, printre care și câștigătoarea, Emma Dumitrescu. După eveniment, ei au participat la petrecerea de după, înainte de a se îndrepta către ședința foto, unde li s-a atribuit sarcina de a portretiza actrițele emblematice de film de la Hollywood Brigitte Bardot, Sophia Loren și Marilyn Monroe. Pentru provocarea finală, modelele au ajuns la Cazinoul Sinaia, unde s-au reunit cu câțiva concurenți eliminați anterior pentru o prezentare de modă couture coregrafiată, inspirată din filmul din 1999 Eyes Wide Shut. La sfârșitul nopții, Laura a fost declarată câștigătoare.
- Ultimele trei: Iuliana Mînza, Laura Giurcanu, Sandra Ciubotariu
- Primul vicecampioni: Iuliana Mînza
- Câștigătoare: Laura Giurcanu
- Fotograf: Marius Baragan, Valentin Călinescu
- Invitați speciali: Anca Vasile, Inga Ojog, Mădălina Barbu, Emma Dumitrescu

## Rezultate
| Locul | Episodul | Episodul       | Episodul | Episodul | Episodul | Episodul | Episodul           | Episodul    | Episodul | Episodul | Episodul | Episodul | Episodul    | Episodul | Episodul | Episodul | Episodul | Episodul |
| Locul | 1        | 2              | 3        | 4        | 5        | 6        | 7                  | 8           | 9        | 10       | 11       | 12       | 13          | 14       | 15       |          |          |          |
| ----- | -------- | -------------- | -------- | -------- | -------- | -------- | ------------------ | ----------- | -------- | -------- | -------- | -------- | ----------- | -------- | -------- | -------- | -------- | -------- |
| 1     | Aida     | Aida           | Gina     | Laura    | Irina    | Irina    | Karin              | Sandra      | Karin    | Karin    | Karin    | Karin    | Iuliana     | Laura    | Laura    |          |          |          |
| 2     | Flori    | Laura          | Diana    | Iulia    | Laura    | Simona   | Irina              | Karin       | Iuliana  | Laura    | Laura    | Sandra   | Sandra      | Iuliana  | Iuliana  |          |          |          |
| 3     | Karin    | Iuliana        | Karin    | Diana    | Aida     | Karin    | Laura              | Laura       | Laura    | Sandra   | Irina    | Laura    | Karin Laura | Sandra   | Sandra   |          |          |          |
| 4     | Irina    | Denisa         | Aida     | Iuliana  | Karin    | Laura    | Aida               | Irina       | Irina    | Irina    | Sandra   | Iuliana  | Karin Laura | Karin    |          |          |          |          |
| 5     | Mădălina | Irina          | Laura    | Denisa   | Sandra   | Aida     | Sandra             | Iuliana     | Sandra   | Diana    | Iuliana  | Irina    |             |          |          |          |          |          |
| 6     | Miruna   | Simona         | Simona   | Gina     | Diana    | Diana    | Iuliana            | Diana       | Diana    | Iuliana  | Diana    |          |             |          |          |          |          |          |
| 7     | Iasmina  | Diana          | Sandra   | Karin    | Simona   | Flori    | Diana              | Flori       | Iulia    | Iulia    |          |          |             |          |          |          |          |          |
| 8     | Iulia    | Cristina       | Irina    | Aida     | Iulia    | Sandra   | Flori Iulia Simona | Iulia       | Flori    |          |          |          |             |          |          |          |          |          |
| 9     | Simona   | Iulia          | Cristina | Flori    | Flori    | Iuliana  | Flori Iulia Simona | Aida Simona |          |          |          |          |             |          |          |          |          |          |
| 10    | Denisa   | Karin          | Iulia    | Sandra   | Iuliana  | Iulia    | Flori Iulia Simona | Aida Simona |          |          |          |          |             |          |          |          |          |          |
| 11    | Diana    | Mădălina       | Denisa   | Simona   | Gina     | Gina     |                    |             |          |          |          |          |             |          |          |          |          |          |
| 12    | Gina     | Gina           | Iuliana  | Irina    | Denisa   |          |                    |             |          |          |          |          |             |          |          |          |          |          |
| 13    | Cristina | Sandra         | Flori    | Cristina |          |          |                    |             |          |          |          |          |             |          |          |          |          |          |
| 14    | Laura    | Flori          | Mădălina |          |          |          |                    |             |          |          |          |          |             |          |          |          |          |          |
| 15    | Iuliana  | Iasmina Miruna |          |          |          |          |                    |             |          |          |          |          |             |          |          |          |          |          |
| 16    | Sandra   | Iasmina Miruna |          |          |          |          |                    |             |          |          |          |          |             |          |          |          |          |          |

     Participantul a fost chemat la o audiție privată, iar mai apoi adăugat în listă
     Participantul a fost eliminat
     Participantul a fost printre ultimii doi chemați, dar niciunul din ei nu a fost eliminat
     Participantul a câștigat competiția

## Ghidul ședințelor foto
- Episodul 2: Secvență de deschidere
- Episodul 3: Calatas si nuduri cu cristale
- Episodul 4: Soldați în Arsenal Park
- Episodul 5: Zeițe vikinge cu lenjerie intimă
- Episodul 6: In Delta Dunarii
- Episodul 7: Costume de baie aurii în Pamukkale
- Episodul 8: Filosofii moderne în templul lui Artemis
- Episodul 9: Rochii fluide într-un parc eolian
- Episodul 10: Sub apă cu recuzită
- Episodul 11: Campanie de denim
- Episodul 12: Costume de baie intime/Dragoste interzisă cu un soldat roman/pirați
- Episodul 13: Mirese tunisiene din Sidi Bou Said
- Episodul 14: Zeițele Războiului Stelelor în Matmata/Sub Cascada Tamerza
- Episodul 15: Fotografii de portofoliu/Icoane Hollywood